# Jatisari (Sindangbarang)
Jatisari is een bestuurslaag in het regentschap Cianjur van de provincie West-Java, Indonesië. Jatisari telt 5534 inwoners (volkstelling 2010).